# Catalogue des composantes d'étoiles doubles et multiples
Le catalogue des composantes d'étoiles doubles et multiples (en anglais : Catalog of Components of Double and Multiple Stars ou CCDM) est un catalogue d'étoiles publié pour la première fois en 1994 puis réédité en 2002 dédié aux renseignements relatifs aux étoiles doubles et multiples.
Il recense 34 031 systèmes multiples dans sa première édition, et 49 325 dans la seconde.

## Nomenclature
Les systèmes répertoriés sont nommés selon le schéma CCDM HHMMm±DDMM, la partie HHDDm correspondant à l'ascension droite du système exprimée en heure, minutes et dixièmes de minutes d'ascension droite, la partie ±DDMM correspondant à la déclinaison exprimée en degrés, précédée du signe + ou -, et minutes d'angle. Ces coordonnées sont données en époque J2000.0.